# 菲律賓人權
菲律賓人權一直都是外間的關注和爭議主題。根據美國國務院在2006年3月的國家檔案中，菲律賓的保安力量被指要對國內的嚴重人權濫用事件負責，儘管其國內的民間勢力試圖加以管制。報告指政府大致上雖然尊重人權，當中有部份保安武裝勢力仍有進行侵犯人權的行為：至於是哪些勢力，不同的來源有不同的說法，有說是菲律賓國民警察內部的勢力，亦有說是與軍方有關，或當地的地方武裝組織和義警。這些侵犯人權的行為，主要是以司法外的政治謀殺為主要，還有酷刑、失踪、非法禁錮及羅織罪名。菲律賓自2006年開始廢除死刑，但自從2001年前任總統阿羅約夫人上台至今，政治謀殺一直都未有停過，特別是在清剿國內的罪犯和恐怖分子時。監獄內的環境很嚴苛，司法程序非常緩慢，更經常受到貪污的警察、法官及檢控官的左右。除了罪犯及恐怖分子以外，人權活躍分子、左翼政治運動活躍分子、及穆斯林亦經常是當地人權暴力的受害者。對婦女及兒童的暴力行為一直都很嚴重，有不少兒童被逼成為奴隸或去賣淫。
2006年7月，香港幾個人權及宗教組織前往菲律賓進行一個為期七天、名為“尋求真相”的訪問，希望透過與當地人的面對面交流和溝通，了解當地的人權狀況。同年12月7日星期三，來自國際勞工權益基金的Brian Campbell試圖進入菲律賓繼續在年初時進行中的違反人權及謀殺調查，而這些事件都與當地的工會有關，特別是Diosdado Fortuna。在入境時，Campbell被告知已被當地移民局列入黑名單內并被遞解出境。

## 羅織罪名
為了把武裝勢力的侵犯人權合理法，受害者經常都會被羅織罪名。這些罪名包括有：
- 與當地游擊隊、共產黨或左派工會成員勾結。
- 被指控為游擊隊成員。
- 意圖謀反等。
- 販毒

## 聯合國調查
自從2001年前任總統阿羅約夫人上台之後，被法外處決已有超過800名受害者。
2007年，聯合國「法外處決、即審即決和任意處決問題」特派專員菲利普·奧爾斯頓（Philip Alston）在菲律賓花了10天進行這些謀殺行為的調查。他與目擊者和受害者，以及軍方與政府的高層會談。調查發現，目擊者被有系統地滋擾及威迫。當中有相當數量的謀殺事件都與軍方有直接或間接的關連。
在過去的六年（從2007年倒計），受害者包括有工會成員、農民權益活躍份子、原住民社區居民、律師、記者、人權運動發起者、甚至宗教人士。
歐盟委員會派遣了一隊六人專家代表隊伍，從歐盟出發前往菲律賓進行10日的工作，評估歐盟對於協助當地政府對這些法外處決的幕後操縱者的檢控行動有否需要協助或提供技術支援。

## 新聞自由
國際新聞自由组织無國界記者組織在2006年出版的第五次全球新聞自由指數評鑒裡，菲律賓的新聞自由排在最劣的等級，佔第142位。低排名的最主要原因，包括有對記者的謀殺及進行法律上的滋擾，而且還在不斷增長。根據RSF的數字，從1986年到2005年這10年期間，總共有52位記者在菲律賓被謀殺。
以下詳列根據RSF對菲律賓評估的全球新聞自由指數得分：
雖然2007年的得分依然欠佳，但较2005年和2006年有一定進步。不過，在2008年依然有兩名記者被殺，雖然比2007年的數字少。

## 外部連結
- Human Rights Philippine
- KARAPATAN - Alliance for the Advancement of People's Rights
- , International Freedom of Expression eXchange (IFEX), （原始内容存档于2007-02-07） 外部链接存在于|publisher= (帮助)
- , Asian Human Rights Comission, （原始内容存档于2009-05-24） 外部链接存在于|publisher= (帮助)